# Lichida
Los líquidos (Lichida) son un orden de trilobites que aparecen en el registro geológico desde el Cámbrico medio hasta el Frasniense (Devónico Superior). Poseían un tórax cuyos segmentos (de ocho a trece) presentaban normalmente extremos espinosos. Los ojos eran de tipo holocroal. Agrupa a tres superfamilias (Lichoidea, Odontopleuroidea y Dameselloidea), si bien está ganando aceptación la tendencia a agrupar Odontopleuroidea y Dameselloidea en un nuevo orden, Odontopleurida.

## Taxonomía
Tradicionalmente, los trilobites ubicados en el orden Lichida se dividen en dos familias:
Familia Lichidae
- Acanthopyge
- Akantharges
- Allolichas
- Amphilichas
- Apatolichas
- Arctinurus
- Autoloxolichas
- Borealarges
- Ceratarges
- Conolichas
- Craspedarges
- Dicranogmus
- Dicranopeltis
- Echinolichas
- Eifliarges
- Gaspelichas
- Hemiarges
- Homolichas
- Hoplolichas
- Hoplolichoides
- Jasperia
- Leiolichas
- Lichas
- Lobopyge
- Lyralichas
- Mephiarges
- Metaleiolichas
- Metalichas
- Metopolichas
- Neolichas
- Nipponarges
- Ohleum
- Oinochoe
- Otarozoum
- Paraleiolichas
- Perunaspis
- Platylichas
- Probolichas
- Pseudotupolichas
- Radiolichas
- Richterarges
- Rontrippia
- Terataspis
- Terranovia
- Trimerolichas
- Trochurus
- Uralichas
- Uripes

Familia Lichakephalidae
- Acidaspidella
- Acidaspides
- Acidaspidina
- Archikainella
- Belovia
- Bestjubella
- Brutonia
- Colossaspis
- Eoacidaspis
- Lichakephalus
- Lichokephalina
- Metaacidaspis
- Paraacidaspis
- Usoviana